# EGames
eGames es un editor y revelador de software para juegos de computadora ocasionales y tradicionales. En la página web de los eGames se proporciona el registro y la ayuda técnica necesaria para usarlo de manera adecuada.
A finales de 2005, los eGames adquirieron Cinemaware, una empresa dedicada a la creación de juegos fundada en los años ochenta. Entre sus principales productos se encuentra el Defensor de la Corona. En 2006, los eGames lanzaron los primeros títulos bajo su nueva etiqueta afiliada, Marquee de Cinemaware. A través del Marquee de Cinemaware, los eGames traen los juegos tradicionales desarrollados en el mundo para venderlos menoreo. Los títulos del Marquee de Cinemaware incluyen a guardabosques 2 del espacio: Subida del ganador premiado magnífico Darwinia de los Dominators, del festival independiente del juego, y de Moscú a Berlín: Sitio rojo. 
Los eGames han anunciado que restablecerían muchos de los títulos clásicos de Cinemaware, comenzando con el defensor de la corona.
Con el lanzamiento en septiembre de 2005 del cazador del jefe: ¡La venganza es dulce!, un juego de estilo "arcade" donde el jugador persigue a su jefe con una variedad amplia de armamento.
También desarrollaron el juego "Isla de la hamburguesa" lanzado en mayo de 2007 conjuntamente con los juegos de Sandlot. Distribuido exclusivamente por Yahoo!